# (11158) Cirou
(11158) Cirou es un asteroide perteneciente al cinturón de asteroides, región del sistema solar que se encuentra entre las órbitas de Marte y Júpiter.
Fue descubierto el 8 de enero de 1998 por el equipo del ODAS desde el Centro de Investigaciones en Geodinámica y Astrometría en Caussols.

## Designación y nombre
Designado provisionalmente como 1998 AJ6, fue nombrado por Alain Cirou (nacido en 1958) quien es editor de la revista Ciel et Espace. Comenzó a trabajar para la Association Française d'Astronomie en 1981 y ha logrado que su revista alcance los 70.000 lectores mensuales actuales. También ha popularizado la astronomía en la radio y la televisión.

## Características orbitales
Cirou está situado a una distancia media del Sol de 2,195 ua, pudiendo alejarse hasta 2,326 ua y acercarse hasta 2,064 ua. Su excentricidad es 0,060 y la inclinación orbital 2,870 grados. Emplea 1187,82 días en completar una órbita alrededor del Sol.

## Características físicas
La magnitud absoluta de Cirou es 14,40. 